# قضاء الديوانية
قضاء الديوانية هو أحد أقضية محافظة القادسية جنوب العراق.